# Europsko prvenstvo u nogometu – Španjolska 1964.
Drugo Europsko prvenstvo u nogometu 1964. organizirala je UEFA od 17. do 21. lipnja 1964. u Španjolskoj.
Od 24 reprezentacije koje su sudjelovale u kvalifikacijama, na prvenstvo su se kvalificirale četiri: Španjolske, Sovjetskog Saveza, Mađarske i Danske. Završni turnir se igrao u dva grada, Madridu (Santiago Bernabéu) i Barceloni (Camp Nou).
Najbolji strijelci bili su Jesús María Pereda, Ferenc Bene i Dezső Novák s 2 postignuta gola.

## Završni turnir

### Poluzavršnica
| 17. lipnja 1964. 20:00 |                    |          |                                                                         |
| Španjolska             | 2 : 1 (produžetci) | Mađarska | Santiago Bernabéu, Madrid Broj gledatelja: 34.713 Sudac: Arthur Blavier |
| Pereda 35' Amaro 115'  |                    | Bene 48' | Santiago Bernabéu, Madrid Broj gledatelja: 34.713 Sudac: Arthur Blavier |

| 17. lipnja 1964. 22:30 |       |                                       |                                                                      |
| Danska                 | 0 : 3 | Sovjetski Savez                       | Camp Nou, Barcelona Broj gledatelja: 38.556 Sudac: Concetto Lo Bello |
|                        |       | Voronin 19' Ponedelnik 40' Ivanov 87' | Camp Nou, Barcelona Broj gledatelja: 38.556 Sudac: Concetto Lo Bello |

### Utakmica za treće mjesto
| 20. lipnja 1964. 20:00                       |                    |               |                                                                 |
| Mađarska                                     | 3 : 1 (produžetci) | Danska        | Camp Nou, Barcelona Broj gledatelja: 3.869 Sudac: Daniel Mellet |
| Bene 11' Novák 107' 110' (iz jedanaesteraca) |                    | Bertelsen 82' | Camp Nou, Barcelona Broj gledatelja: 3.869 Sudac: Daniel Mellet |

### Završnica
| 21. lipnja 1964. 18:30 |       |                 |                                                                         |
| Španjolska             | 2 : 1 | Sovjetski Savez | Santiago Bernabéu, Madrid Broj gledatelja: 79.115 Sudac: Arthur Holland |
| Pereda 6' Martínez 84' |       | Kušainov 8'     | Santiago Bernabéu, Madrid Broj gledatelja: 79.115 Sudac: Arthur Holland |

| Pobjednici Kupa europskih nacija 1964. |
| Španjolska                             |
| ŠPANJOLSKA Prvi naslov                 |

## Vanjske poveznice
- Kup europskih nacija 1964. na UEFA.com